# 290 (numero)
Duecentonovanta (290) è il numero naturale dopo il 289 e prima del 291.

## Proprietà matematiche
- È un numero pari.
- È un numero composto con i seguenti 8 divisori: 1, 2, 5, 10, 29, 58, 145, 290. Poiché la somma dei suoi divisori (escluso il numero stesso) è 250 < 290, è un numero difettivo.
- È un numero nontotiente.
- È un numero noncototiente.
- È parte delle terne pitagoriche (34, 288, 290), (48, 286, 290), (174, 232, 290), (200, 210, 290), (290, 696, 754), (290, 816, 866), (290, 4200, 4210), (290, 21024, 21026).
- È un numero sfenico.
- È un numero intoccabile.
- È un numero palindromo nel sistema di numerazione posizionale a base 12 (202).
- È un termine della successione di Mian-Chowla.

## Astronomia
- 290P/Jäger è una cometa periodica del sistema solare.
- 290 Bruna è un asteroide della fascia principale del sistema solare.

## Astronautica
- Cosmos 290 è un satellite artificiale russo.